# Lista di asteroidi (662001-663000)
Di seguito una lista di asteroidi dal numero 662001  al 663000 con data di scoperta e scopritore.

## 662001–662100
| Nome   | Designazione provvisoria | Data di scoperta  | Scopritore          |
| ------ | ------------------------ | ----------------- | ------------------- |
| 662001 | 2005 TD206               | 27 gennaio 2017   | Pan-STARRS          |
| 662002 | 2005 TH207               | 12 ottobre 2005   | Spacewatch          |
| 662003 | 2005 TT207               | 10 ottobre 2005   | Spacewatch          |
| 662004 | 2005 TQ209               | 22 settembre 2016 | Mount Lemmon Survey |
| 662005 | 2005 TG215               | 12 ottobre 2005   | Spacewatch          |
| 662006 | 2005 TP215               | 12 ottobre 2005   | Spacewatch          |
| 662007 | 2005 TC216               | 1 ottobre 2005    | Mount Lemmon Survey |
| 662008 | 2005 TE216               | 1 ottobre 2005    | Mount Lemmon Survey |
| 662009 | 2005 TX216               | 6 ottobre 2005    | Spacewatch          |
| 662010 | 2005 UB12                | 7 ottobre 2005    | CSS                 |
| 662011 | 2005 UQ14                | 22 ottobre 2005   | Spacewatch          |
| 662012 | 2005 UJ34                | 24 ottobre 2005   | Spacewatch          |
| 662013 | 2005 UU39                | 24 ottobre 2005   | Spacewatch          |
| 662014 | 2005 UF58                | 24 ottobre 2005   | Spacewatch          |
| 662015 | 2005 UF62                | 25 ottobre 2005   | Mount Lemmon Survey |
| 662016 | 2005 UG62                | 25 ottobre 2005   | Mount Lemmon Survey |
| 662017 | 2005 UN62                | 25 ottobre 2005   | Mount Lemmon Survey |
| 662018 | 2005 UR66                | 22 ottobre 2005   | NEAT                |
| 662019 | 2005 UZ72                | 23 ottobre 2005   | CSS                 |
| 662020 | 2005 UZ75                | 3 ottobre 2005    | NEAT                |
| 662021 | 2005 UA86                | 22 ottobre 2005   | Spacewatch          |
| 662022 | 2005 UL90                | 22 ottobre 2005   | Spacewatch          |
| 662023 | 2005 UE93                | 22 ottobre 2005   | Spacewatch          |
| 662024 | 2005 UB94                | 22 ottobre 2005   | Spacewatch          |
| 662025 | 2005 UN97                | 22 ottobre 2005   | Spacewatch          |
| 662026 | 2005 UR117               | 24 ottobre 2005   | Spacewatch          |
| 662027 | 2005 UV119               | 24 ottobre 2005   | Spacewatch          |
| 662028 | 2005 UK120               | 24 ottobre 2005   | Spacewatch          |
| 662029 | 2005 UC122               | 24 ottobre 2005   | Spacewatch          |
| 662030 | 2005 UJ122               | 24 ottobre 2005   | Spacewatch          |
| 662031 | 2005 UQ122               | 24 ottobre 2005   | Spacewatch          |
| 662032 | 2005 UR122               | 24 ottobre 2005   | Spacewatch          |
| 662033 | 2005 US125               | 24 ottobre 2005   | Spacewatch          |
| 662034 | 2005 UY125               | 24 ottobre 2005   | Spacewatch          |
| 662035 | 2005 UA132               | 24 ottobre 2005   | Spacewatch          |
| 662036 | 2005 UB134               | 25 ottobre 2005   | Spacewatch          |
| 662037 | 2005 UX136               | 2 ottobre 2005    | Mount Lemmon Survey |
| 662038 | 2005 UA140               | 25 ottobre 2005   | Mount Lemmon Survey |
| 662039 | 2005 UG150               | 29 settembre 2005 | Spacewatch          |
| 662040 | 2005 UB152               | 26 ottobre 2005   | Spacewatch          |
| 662041 | 2005 UL159               | 28 ottobre 2005   | Mount Lemmon Survey |
| 662042 | 2005 UZ175               | 24 ottobre 2005   | Spacewatch          |
| 662043 | 2005 UR185               | 25 ottobre 2005   | Mount Lemmon Survey |
| 662044 | 2005 UP197               | 12 ottobre 2005   | Spacewatch          |
| 662045 | 2005 UG205               | 26 ottobre 2005   | Spacewatch          |
| 662046 | 2005 UG210               | 27 ottobre 2005   | Spacewatch          |
| 662047 | 2005 UK211               | 27 ottobre 2005   | Spacewatch          |
| 662048 | 2005 UA226               | 25 ottobre 2005   | Spacewatch          |
| 662049 | 2005 UK232               | 25 ottobre 2005   | Mount Lemmon Survey |
| 662050 | 2005 UL235               | 25 ottobre 2005   | Spacewatch          |
| 662051 | 2005 UJ236               | 25 ottobre 2005   | Spacewatch          |
| 662052 | 2005 UE238               | 25 ottobre 2005   | Spacewatch          |
| 662053 | 2005 UL258               | 25 ottobre 2005   | Spacewatch          |
| 662054 | 2005 UF262               | 25 settembre 2005 | Spacewatch          |
| 662055 | 2005 UM263               | 27 ottobre 2005   | Spacewatch          |
| 662056 | 2005 UL265               | 27 ottobre 2005   | Spacewatch          |
| 662057 | 2005 UO266               | 22 ottobre 2005   | Spacewatch          |
| 662058 | 2005 UY268               | 28 ottobre 2005   | Mount Lemmon Survey |
| 662059 | 2005 UU269               | 28 ottobre 2005   | Mount Lemmon Survey |
| 662060 | 2005 UN270               | 28 ottobre 2005   | Mount Lemmon Survey |
| 662061 | 2005 UL273               | 28 ottobre 2005   | Mount Lemmon Survey |
| 662062 | 2005 UZ276               | 24 ottobre 2005   | Spacewatch          |
| 662063 | 2005 UW277               | 24 ottobre 2005   | Spacewatch          |
| 662064 | 2005 UN278               | 24 ottobre 2005   | Spacewatch          |
| 662065 | 2005 UB283               | 26 ottobre 2005   | Spacewatch          |
| 662066 | 2005 UK288               | 26 ottobre 2005   | Spacewatch          |
| 662067 | 2005 UF290               | 26 ottobre 2005   | Spacewatch          |
| 662068 | 2005 UH290               | 26 ottobre 2005   | Spacewatch          |
| 662069 | 2005 US290               | 22 ottobre 2005   | Spacewatch          |
| 662070 | 2005 UJ300               | 26 ottobre 2005   | Spacewatch          |
| 662071 | 2005 UU303               | 26 ottobre 2005   | Spacewatch          |
| 662072 | 2005 UE305               | 19 settembre 1995 | Spacewatch          |
| 662073 | 2005 UL318               | 27 ottobre 2005   | Spacewatch          |
| 662074 | 2005 UN324               | 28 ottobre 2005   | Mount Lemmon Survey |
| 662075 | 2005 UN326               | 29 ottobre 2005   | Spacewatch          |
| 662076 | 2005 UO333               | 27 ottobre 2005   | Spacewatch          |
| 662077 | 2005 UU336               | 1 ottobre 1995    | Spacewatch          |
| 662078 | 2005 UE337               | 22 ottobre 2005   | Spacewatch          |
| 662079 | 2005 UB341               | 31 ottobre 2005   | Spacewatch          |
| 662080 | 2005 UE342               | 31 ottobre 2005   | Mount Lemmon Survey |
| 662081 | 2005 UQ347               | 31 ottobre 2005   | Spacewatch          |
| 662082 | 2005 UF360               | 25 ottobre 2005   | Mount Lemmon Survey |
| 662083 | 2005 UF370               | 27 ottobre 2005   | Spacewatch          |
| 662084 | 2005 UP372               | 22 ottobre 2005   | Spacewatch          |
| 662085 | 2005 UV372               | 23 marzo 2003     | Spacewatch          |
| 662086 | 2005 UD374               | 27 ottobre 2005   | Spacewatch          |
| 662087 | 2005 UZ377               | 28 ottobre 2005   | Mount Lemmon Survey |
| 662088 | 2005 UA378               | 28 ottobre 2005   | Mount Lemmon Survey |
| 662089 | 2005 UC379               | 29 ottobre 2005   | Mount Lemmon Survey |
| 662090 | 2005 UV380               | 30 ottobre 2005   | Mount Lemmon Survey |
| 662091 | 2005 UX380               | 30 ottobre 2005   | Mount Lemmon Survey |
| 662092 | 2005 UU384               | 27 ottobre 2005   | Spacewatch          |
| 662093 | 2005 UL394               | 29 ottobre 2005   | CSS                 |
| 662094 | 2005 UV396               | 7 ottobre 2005    | LONEOS              |
| 662095 | 2005 UR397               | 7 ottobre 2005    | CSS                 |
| 662096 | 2005 UA398               | 30 ottobre 2005   | LINEAR              |
| 662097 | 2005 UV400               | 13 settembre 2005 | Spacewatch          |
| 662098 | 2005 UB401               | 31 agosto 2005    | NEAT                |
| 662099 | 2005 UU403               | 1 ottobre 2005    | Mount Lemmon Survey |
| 662100 | 2005 UB406               | 25 agosto 2005    | NEAT                |

## 662101–662200
| Nome                 | Designazione provvisoria | Data di scoperta  | Scopritore                 |
| -------------------- | ------------------------ | ----------------- | -------------------------- |
| 662101               | 2005 UY407               | 29 settembre 2011 | Mount Lemmon Survey        |
| 662102               | 2005 UE408               | 31 ottobre 2005   | Mount Lemmon Survey        |
| 662103               | 2005 UW410               | 31 ottobre 2005   | Mount Lemmon Survey        |
| 662104               | 2005 UJ415               | 25 ottobre 2005   | Spacewatch                 |
| 662105               | 2005 UU416               | 25 ottobre 2005   | Spacewatch                 |
| 662106               | 2005 UE417               | 25 ottobre 2005   | Spacewatch                 |
| 662107               | 2005 UC422               | 5 ottobre 2005    | Spacewatch                 |
| 662108               | 2005 UF425               | 24 ottobre 2005   | Spacewatch                 |
| 662109               | 2005 UC433               | 28 ottobre 2005   | Spacewatch                 |
| 662110               | 2005 UR433               | 28 ottobre 2005   | Spacewatch                 |
| 662111               | 2005 UE441               | 23 ottobre 2005   | CSS                        |
| 662112               | 2005 UX447               | 23 ottobre 2005   | CSS                        |
| 662113               | 2005 UG454               | 8 ottobre 2005    | LINEAR                     |
| 662114               | 2005 UY454               | 28 ottobre 2005   | CSS                        |
| 662115               | 2005 UQ458               | 30 ottobre 2005   | Mount Lemmon Survey        |
| 662116               | 2005 UQ464               | 30 ottobre 2005   | Spacewatch                 |
| 662117               | 2005 UF483               | 25 settembre 2005 | Spacewatch                 |
| 662118               | 2005 UA485               | 22 ottobre 2005   | CSS                        |
| 662119               | 2005 UV485               | 22 ottobre 2005   | NEAT                       |
| 662120               | 2005 UR486               | 1 settembre 2005  | NEAT                       |
| 662121               | 2005 UQ490               | 23 ottobre 2005   | CSS                        |
| 662122               | 2005 UX497               | 27 ottobre 2005   | LONEOS                     |
| 662123               | 2005 UU502               | 31 ottobre 2005   | LONEOS                     |
| 662124               | 2005 UK511               | 27 ottobre 2005   | Mount Lemmon Survey        |
| 662125               | 2005 UV514               | 25 ottobre 2005   | SDSS Collaboration         |
| 662126               | 2005 UJ515               | 27 dicembre 2006  | Mount Lemmon Survey        |
| 662127               | 2005 UM516               | 30 settembre 2005 | Kaschinski, M.             |
| 662128               | 2005 UQ518               | 25 ottobre 2005   | SDSS Collaboration         |
| 662129               | 2005 US520               | 27 dicembre 2006  | Mount Lemmon Survey        |
| 662130               | 2005 UT523               | 30 ottobre 2005   | SDSS Collaboration         |
| 662131 Kierancarroll | 2005 UE525               | 24 ottobre 2005   | P. A. Wiegert, D. D. Balam |
| 662132               | 2005 UA528               | 27 ottobre 2005   | Mount Lemmon Survey        |
| 662133               | 2005 UV529               | 30 settembre 2005 | Mount Lemmon Survey        |
| 662134               | 2005 UW529               | 31 ottobre 2005   | Spacewatch                 |
| 662135               | 2005 UW530               | 27 ottobre 2005   | CSS                        |
| 662136               | 2005 UB531               | 30 ottobre 2005   | Mount Lemmon Survey        |
| 662137               | 2005 UF533               | 25 ottobre 2005   | Mount Lemmon Survey        |
| 662138               | 2005 UE535               | 27 dicembre 2006  | Mount Lemmon Survey        |
| 662139               | 2005 UK535               | 27 ottobre 2005   | Spacewatch                 |
| 662140               | 2005 UX535               | 15 febbraio 2013  | Pan-STARRS                 |
| 662141               | 2005 US536               | 24 ottobre 2005   | Spacewatch                 |
| 662142               | 2005 UW536               | 26 ottobre 2005   | Spacewatch                 |
| 662143               | 2005 UA537               | 7 maggio 2014     | Pan-STARRS                 |
| 662144               | 2005 UT538               | 14 febbraio 2013  | Spacewatch                 |
| 662145               | 2005 UD540               | 3 dicembre 2010   | Mount Lemmon Survey        |
| 662146               | 2005 UO540               | 21 dicembre 2015  | Mount Lemmon Survey        |
| 662147               | 2005 UR542               | 27 ottobre 2005   | Spacewatch                 |
| 662148               | 2005 UB543               | 25 ottobre 2005   | Spacewatch                 |
| 662149               | 2005 UB545               | 12 ottobre 2015   | Pan-STARRS                 |
| 662150               | 2005 UB546               | 29 aprile 2014    | Pan-STARRS                 |
| 662151               | 2005 UC550               | 28 ottobre 2005   | CSS                        |
| 662152               | 2005 UF554               | 31 ottobre 2005   | Spacewatch                 |
| 662153               | 2005 UF558               | 27 ottobre 2005   | Mount Lemmon Survey        |
| 662154               | 2005 UE560               | 27 ottobre 2005   | Spacewatch                 |
| 662155               | 2005 VF9                 | 24 ottobre 2005   | Spacewatch                 |
| 662156               | 2005 VO17                | 4 novembre 2005   | Mount Lemmon Survey        |
| 662157               | 2005 VM21                | 27 ottobre 2005   | Spacewatch                 |
| 662158               | 2005 VP23                | 1 novembre 2005   | Spacewatch                 |
| 662159               | 2005 VX27                | 27 ottobre 2005   | Spacewatch                 |
| 662160               | 2005 VK30                | 4 novembre 2005   | Spacewatch                 |
| 662161               | 2005 VY36                | 30 settembre 2005 | Mount Lemmon Survey        |
| 662162               | 2005 VZ37                | 3 novembre 2005   | Mount Lemmon Survey        |
| 662163               | 2005 VG38                | 3 novembre 2005   | Mount Lemmon Survey        |
| 662164               | 2005 VQ43                | 23 settembre 2005 | Spacewatch                 |
| 662165               | 2005 VR48                | 5 novembre 2005   | Mount Lemmon Survey        |
| 662166               | 2005 VC49                | 8 ottobre 2005    | CSS                        |
| 662167               | 2005 VG51                | 27 settembre 2005 | NEAT                       |
| 662168               | 2005 VQ59                | 5 novembre 2005   | Spacewatch                 |
| 662169               | 2005 VO62                | 3 novembre 2005   | Spacewatch                 |
| 662170               | 2005 VB68                | 2 novembre 2005   | Mount Lemmon Survey        |
| 662171               | 2005 VP68                | 4 novembre 2005   | Spacewatch                 |
| 662172               | 2005 VQ68                | 4 novembre 2005   | Spacewatch                 |
| 662173               | 2005 VT71                | 4 novembre 2005   | Mount Lemmon Survey        |
| 662174               | 2005 VL74                | 4 novembre 2005   | Mount Lemmon Survey        |
| 662175               | 2005 VC83                | 10 marzo 2003     | Spacewatch                 |
| 662176               | 2005 VG83                | 3 novembre 2005   | Mount Lemmon Survey        |
| 662177               | 2005 VM85                | 4 novembre 2005   | Spacewatch                 |
| 662178               | 2005 VB86                | 4 novembre 2005   | Mount Lemmon Survey        |
| 662179               | 2005 VN95                | 6 novembre 2005   | Spacewatch                 |
| 662180               | 2005 VP96                | 28 ottobre 2005   | Spacewatch                 |
| 662181               | 2005 VY99                | 3 novembre 2005   | Spacewatch                 |
| 662182               | 2005 VG112               | 6 novembre 2005   | Mount Lemmon Survey        |
| 662183               | 2005 VJ115               | 22 agosto 2004    | Spacewatch                 |
| 662184               | 2005 VD127               | 25 settembre 2005 | Spacewatch                 |
| 662185               | 2005 VF131               | 25 ottobre 2005   | SDSS Collaboration         |
| 662186               | 2005 VT133               | 12 marzo 2007     | Spacewatch                 |
| 662187               | 2005 VT135               | 5 novembre 2005   | Spacewatch                 |
| 662188               | 2005 VQ138               | 1 novembre 2005   | Spacewatch                 |
| 662189               | 2005 VC139               | 18 dicembre 2015  | Mount Lemmon Survey        |
| 662190               | 2005 VH140               | 7 novembre 2005   | Osservatorio di Mauna Kea  |
| 662191               | 2005 VK140               | 12 novembre 2005  | Spacewatch                 |
| 662192               | 2005 VV140               | 12 novembre 2005  | Spacewatch                 |
| 662193               | 2005 VG144               | 1 novembre 2005   | Mount Lemmon Survey        |
| 662194               | 2005 VW145               | 1 novembre 2005   | Spacewatch                 |
| 662195               | 2005 VB146               | 7 novembre 2005   | Osservatorio di Mauna Kea  |
| 662196               | 2005 VR147               | 5 maggio 1997     | Spacewatch                 |
| 662197               | 2005 VS147               | 25 ottobre 2016   | Pan-STARRS                 |
| 662198               | 2005 VC148               | 12 novembre 2005  | Spacewatch                 |
| 662199               | 2005 VD148               | 16 dicembre 2006  | Mount Lemmon Survey        |
| 662200               | 2005 VU149               | 1 novembre 2005   | Mount Lemmon Survey        |

## 662201–662300
| Nome   | Designazione provvisoria | Data di scoperta  | Scopritore                 |
| ------ | ------------------------ | ----------------- | -------------------------- |
| 662201 | 2005 VU151               | 3 novembre 2005   | CSS                        |
| 662202 | 2005 WD2                 | 21 novembre 2005  | LINEAR                     |
| 662203 | 2005 WR2                 | 23 novembre 2005  | LINEAR                     |
| 662204 | 2005 WP5                 | 24 ottobre 2005   | Spacewatch                 |
| 662205 | 2005 WJ10                | 21 novembre 2005  | CSS                        |
| 662206 | 2005 WE13                | 22 novembre 2005  | Spacewatch                 |
| 662207 | 2005 WE37                | 1 novembre 2005   | Mount Lemmon Survey        |
| 662208 | 2005 WD42                | 28 ottobre 2005   | Spacewatch                 |
| 662209 | 2005 WV45                | 22 novembre 2005  | Spacewatch                 |
| 662210 | 2005 WO57                | 25 novembre 2005  | CSS                        |
| 662211 | 2005 WQ65                | 28 ottobre 2005   | Mount Lemmon Survey        |
| 662212 | 2005 WL70                | 26 novembre 2005  | Mount Lemmon Survey        |
| 662213 | 2005 WA77                | 25 novembre 2005  | Spacewatch                 |
| 662214 | 2005 WF77                | 25 novembre 2005  | Spacewatch                 |
| 662215 | 2005 WW91                | 25 novembre 2005  | Mount Lemmon Survey        |
| 662216 | 2005 WL93                | 25 novembre 2005  | Mount Lemmon Survey        |
| 662217 | 2005 WK96                | 26 novembre 2005  | Spacewatch                 |
| 662218 | 2005 WS107               | 3 novembre 2005   | Mount Lemmon Survey        |
| 662219 | 2005 WJ109               | 30 novembre 2005  | Spacewatch                 |
| 662220 | 2005 WE135               | 25 novembre 2005  | Mount Lemmon Survey        |
| 662221 | 2005 WV135               | 26 novembre 2005  | Spacewatch                 |
| 662222 | 2005 WD139               | 26 novembre 2005  | Mount Lemmon Survey        |
| 662223 | 2005 WQ160               | 1 ottobre 2005    | Spacewatch                 |
| 662224 | 2005 WU160               | 28 novembre 2005  | Spacewatch                 |
| 662225 | 2005 WW164               | 29 novembre 2005  | Spacewatch                 |
| 662226 | 2005 WK166               | 29 novembre 2005  | Mount Lemmon Survey        |
| 662227 | 2005 WT172               | 30 novembre 2005  | Mount Lemmon Survey        |
| 662228 | 2005 WR177               | 30 novembre 2005  | Spacewatch                 |
| 662229 | 2005 WO186               | 29 novembre 2005  | Mount Lemmon Survey        |
| 662230 | 2005 WR191               | 24 novembre 2005  | NEAT                       |
| 662231 | 2005 WZ200               | 26 novembre 2005  | Spacewatch                 |
| 662232 | 2005 WW202               | 30 novembre 2005  | Spacewatch                 |
| 662233 | 2005 WJ205               | 3 novembre 2005   | Spacewatch                 |
| 662234 | 2005 WP212               | 26 novembre 2005  | Mount Lemmon Survey        |
| 662235 | 2005 WZ212               | 30 novembre 2005  | Spacewatch                 |
| 662236 | 2005 WN213               | 15 maggio 2012    | Pan-STARRS                 |
| 662237 | 2005 WG216               | 25 novembre 2005  | Spacewatch                 |
| 662238 | 2005 WD219               | 30 novembre 2005  | Spacewatch                 |
| 662239 | 2005 WP219               | 25 novembre 2005  | CSS                        |
| 662240 | 2005 XU2                 | 6 novembre 2005   | Spacewatch                 |
| 662241 | 2005 XH6                 | 2 dicembre 2005   | Spacewatch                 |
| 662242 | 2005 XK7                 | 28 novembre 2005  | Mount Lemmon Survey        |
| 662243 | 2005 XS11                | 1 dicembre 2005   | Spacewatch                 |
| 662244 | 2005 XQ12                | 22 novembre 2005  | Spacewatch                 |
| 662245 | 2005 XO16                | 1 dicembre 2005   | Spacewatch                 |
| 662246 | 2005 XG19                | 2 dicembre 2005   | Spacewatch                 |
| 662247 | 2005 XQ27                | 28 novembre 2005  | CSS                        |
| 662248 | 2005 XK28                | 1 dicembre 2005   | CSS                        |
| 662249 | 2005 XM29                | 24 ottobre 2005   | NEAT                       |
| 662250 | 2005 XZ33                | 4 dicembre 2005   | Spacewatch                 |
| 662251 | 2005 XF40                | 5 dicembre 2005   | Mount Lemmon Survey        |
| 662252 | 2005 XP40                | 5 dicembre 2005   | Spacewatch                 |
| 662253 | 2005 XV44                | 2 dicembre 2005   | Spacewatch                 |
| 662254 | 2005 XS47                | 2 dicembre 2005   | Spacewatch                 |
| 662255 | 2005 XT47                | 2 dicembre 2005   | Spacewatch                 |
| 662256 | 2005 XT54                | 26 novembre 2005  | Mount Lemmon Survey        |
| 662257 | 2005 XE62                | 22 novembre 2005  | Spacewatch                 |
| 662258 | 2005 XB63                | 5 dicembre 2005   | Mount Lemmon Survey        |
| 662259 | 2005 XG67                | 20 agosto 2004    | Spacewatch                 |
| 662260 | 2005 XD81                | 7 dicembre 2005   | Spacewatch                 |
| 662261 | 2005 XM81                | 7 dicembre 2005   | Spacewatch                 |
| 662262 | 2005 XL85                | 2 dicembre 2005   | Spacewatch                 |
| 662263 | 2005 XA87                | 10 dicembre 2005  | Spacewatch                 |
| 662264 | 2005 XV98                | 7 ottobre 2005    | Spacewatch                 |
| 662265 | 2005 XL105               | 5 gennaio 2006    | Mount Lemmon Survey        |
| 662266 | 2005 XC110               | 3 dicembre 2005   | Osservatorio di Mauna Kea  |
| 662267 | 2005 XQ111               | 1 dicembre 2005   | L. H. Wasserman, R. Millis |
| 662268 | 2005 XU111               | 1 ottobre 2005    | Mount Lemmon Survey        |
| 662269 | 2005 XO119               | 2 gennaio 2012    | Spacewatch                 |
| 662270 | 2005 XV119               | 1 dicembre 2005   | L. H. Wasserman, R. Millis |
| 662271 | 2005 XY119               | 1 dicembre 2005   | CSS                        |
| 662272 | 2005 XA121               | 23 novembre 2016  | Mount Lemmon Survey        |
| 662273 | 2005 XN122               | 1 dicembre 2005   | Spacewatch                 |
| 662274 | 2005 XT122               | 7 dicembre 2005   | Spacewatch                 |
| 662275 | 2005 XU122               | 24 novembre 2009  | Spacewatch                 |
| 662276 | 2005 XC123               | 30 settembre 2009 | Mount Lemmon Survey        |
| 662277 | 2005 XB124               | 11 novembre 2013  | Mount Lemmon Survey        |
| 662278 | 2005 XU125               | 3 ottobre 2015    | Pan-STARRS                 |
| 662279 | 2005 XG126               | 28 ottobre 2005   | Mount Lemmon Survey        |
| 662280 | 2005 XW126               | 4 dicembre 2005   | Mount Lemmon Survey        |
| 662281 | 2005 XW129               | 23 dicembre 2017  | Mount Lemmon Survey        |
| 662282 | 2005 XE130               | 17 agosto 2012    | Pan-STARRS                 |
| 662283 | 2005 XD131               | 6 dicembre 2005   | Spacewatch                 |
| 662284 | 2005 XC132               | 1 dicembre 2005   | Mount Lemmon Survey        |
| 662285 | 2005 XD132               | 7 dicembre 2005   | Spacewatch                 |
| 662286 | 2005 XM132               | 4 dicembre 2005   | Spacewatch                 |
| 662287 | 2005 XT134               | 2 dicembre 2005   | Spacewatch                 |
| 662288 | 2005 XA135               | 11 dicembre 2005  | Osservatorio di La Silla   |
| 662289 | 2005 YP3                 | 21 dicembre 2005  | S. Sposetti                |
| 662290 | 2005 YS4                 | 15 dicembre 2001  | SDSS Collaboration         |
| 662291 | 2005 YO15                | 22 dicembre 2005  | Spacewatch                 |
| 662292 | 2005 YD17                | 22 novembre 2005  | Spacewatch                 |
| 662293 | 2005 YT17                | 6 novembre 2005   | Mount Lemmon Survey        |
| 662294 | 2005 YE26                | 1 dicembre 2005   | Mount Lemmon Survey        |
| 662295 | 2005 YK26                | 25 novembre 2005  | Mount Lemmon Survey        |
| 662296 | 2005 YQ43                | 30 novembre 2005  | Spacewatch                 |
| 662297 | 2005 YR56                | 1 novembre 2005   | Mount Lemmon Survey        |
| 662298 | 2005 YR65                | 25 dicembre 2005  | Spacewatch                 |
| 662299 | 2005 YJ71                | 24 dicembre 2005  | Spacewatch                 |
| 662300 | 2005 YO71                | 2 dicembre 2005   | Spacewatch                 |

## 662301–662400
| Nome   | Designazione provvisoria | Data di scoperta  | Scopritore                          |
| ------ | ------------------------ | ----------------- | ----------------------------------- |
| 662301 | 2005 YZ84                | 25 dicembre 2005  | Mount Lemmon Survey                 |
| 662302 | 2005 YX87                | 25 dicembre 2005  | Mount Lemmon Survey                 |
| 662303 | 2005 YD89                | 10 novembre 2005  | Mount Lemmon Survey                 |
| 662304 | 2005 YJ97                | 24 dicembre 2005  | Spacewatch                          |
| 662305 | 2005 YT101               | 25 dicembre 2005  | Spacewatch                          |
| 662306 | 2005 YZ103               | 25 dicembre 2005  | Spacewatch                          |
| 662307 | 2005 YS105               | 1 dicembre 2005   | Mount Lemmon Survey                 |
| 662308 | 2005 YO120               | 27 dicembre 2005  | Mount Lemmon Survey                 |
| 662309 | 2005 YQ123               | 5 luglio 2003     | Spacewatch                          |
| 662310 | 2005 YZ127               | 24 dicembre 2005  | Spacewatch                          |
| 662311 | 2005 YJ129               | 30 ottobre 2005   | Mount Lemmon Survey                 |
| 662312 | 2005 YL134               | 26 dicembre 2005  | Spacewatch                          |
| 662313 | 2005 YT138               | 26 dicembre 2005  | Spacewatch                          |
| 662314 | 2005 YV138               | 26 dicembre 2005  | Spacewatch                          |
| 662315 | 2005 YK146               | 29 dicembre 2005  | Mount Lemmon Survey                 |
| 662316 | 2005 YZ149               | 25 dicembre 2005  | Spacewatch                          |
| 662317 | 2005 YZ158               | 27 dicembre 2005  | Spacewatch                          |
| 662318 | 2005 YD159               | 27 dicembre 2005  | Spacewatch                          |
| 662319 | 2005 YF161               | 27 dicembre 2005  | Spacewatch                          |
| 662320 | 2005 YY176               | 22 dicembre 2005  | Spacewatch                          |
| 662321 | 2005 YM177               | 1 dicembre 2005   | Mount Lemmon Survey                 |
| 662322 | 2005 YG183               | 27 dicembre 2005  | Spacewatch                          |
| 662323 | 2005 YL183               | 27 dicembre 2005  | Spacewatch                          |
| 662324 | 2005 YR196               | 24 dicembre 2005  | Spacewatch                          |
| 662325 | 2005 YU201               | 28 novembre 2005  | Mount Lemmon Survey                 |
| 662326 | 2005 YY203               | 30 novembre 2005  | Mount Lemmon Survey                 |
| 662327 | 2005 YD213               | 29 dicembre 2005  | LINEAR                              |
| 662328 | 2005 YG217               | 11 settembre 2004 | Spacewatch                          |
| 662329 | 2005 YZ224               | 25 dicembre 2005  | Spacewatch                          |
| 662330 | 2005 YW235               | 28 dicembre 2005  | Spacewatch                          |
| 662331 | 2005 YA237               | 28 dicembre 2005  | Spacewatch                          |
| 662332 | 2005 YM244               | 30 dicembre 2005  | Spacewatch                          |
| 662333 | 2005 YG245               | 30 dicembre 2005  | Spacewatch                          |
| 662334 | 2005 YJ247               | 30 dicembre 2005  | Mount Lemmon Survey                 |
| 662335 | 2005 YW247               | 30 dicembre 2005  | Spacewatch                          |
| 662336 | 2005 YA250               | 28 dicembre 2005  | Spacewatch                          |
| 662337 | 2005 YB250               | 25 luglio 2014    | Pan-STARRS                          |
| 662338 | 2005 YF252               | 29 dicembre 2005  | Spacewatch                          |
| 662339 | 2005 YJ254               | 30 novembre 2005  | Mount Lemmon Survey                 |
| 662340 | 2005 YK270               | 12 settembre 2004 | Spacewatch                          |
| 662341 | 2005 YR275               | 26 novembre 2005  | Spacewatch                          |
| 662342 | 2005 YJ276               | 27 ottobre 2005   | Mount Lemmon Survey                 |
| 662343 | 2005 YC277               | 24 dicembre 2005  | Spacewatch                          |
| 662344 | 2005 YZ282               | 27 dicembre 2005  | Spacewatch                          |
| 662345 | 2005 YP286               | 30 dicembre 2005  | Spacewatch                          |
| 662346 | 2005 YT288               | 20 ottobre 1993   | Spacewatch                          |
| 662347 | 2005 YY293               | 28 dicembre 2005  | Spacewatch                          |
| 662348 | 2005 YL294               | 21 dicembre 2005  | Spacewatch                          |
| 662349 | 2005 YQ294               | 29 gennaio 2012   | CSS                                 |
| 662350 | 2005 YW295               | 25 dicembre 2005  | Spacewatch                          |
| 662351 | 2005 YA296               | 4 dicembre 2015   | Pan-STARRS                          |
| 662352 | 2005 YU298               | 5 agosto 2008     | Osservatorio astronomico di Maiorca |
| 662353 | 2005 YW298               | 8 ottobre 2010    | CSS                                 |
| 662354 | 2005 YV299               | 22 febbraio 2017  | Mount Lemmon Survey                 |
| 662355 | 2005 YT300               | 25 dicembre 2005  | Spacewatch                          |
| 662356 | 2006 AY24                | 28 dicembre 2005  | Mount Lemmon Survey                 |
| 662357 | 2006 AC26                | 5 gennaio 2006    | Spacewatch                          |
| 662358 | 2006 AA28                | 5 gennaio 2006    | Mount Lemmon Survey                 |
| 662359 | 2006 AV44                | 10 gennaio 2006   | J. W. Young                         |
| 662360 | 2006 AT50                | 28 dicembre 2005  | Spacewatch                          |
| 662361 | 2006 AC51                | 5 gennaio 2006    | Spacewatch                          |
| 662362 | 2006 AG58                | 8 gennaio 2006    | Mount Lemmon Survey                 |
| 662363 | 2006 AF64                | 29 novembre 2005  | Mount Lemmon Survey                 |
| 662364 | 2006 AM69                | 30 dicembre 2005  | Mount Lemmon Survey                 |
| 662365 | 2006 AH79                | 6 gennaio 2006    | Spacewatch                          |
| 662366 | 2006 AJ80                | 5 gennaio 2006    | Mount Lemmon Survey                 |
| 662367 | 2006 AY87                | 5 gennaio 2006    | Spacewatch                          |
| 662368 | 2006 AJ94                | 8 gennaio 2006    | Spacewatch                          |
| 662369 | 2006 AC97                | 12 settembre 2013 | Mount Lemmon Survey                 |
| 662370 | 2006 AX101               | 18 marzo 2002     | Spacewatch                          |
| 662371 | 2006 AP102               | 11 ottobre 2004   | L. H. Wasserman, J. R. Lovering     |
| 662372 | 2006 AR102               | 4 gennaio 2006    | Osservatorio di Mauna Kea           |
| 662373 | 2006 AW105               | 7 gennaio 2006    | Mount Lemmon Survey                 |
| 662374 | 2006 AQ108               | 10 gennaio 2006   | Mount Lemmon Survey                 |
| 662375 | 2006 AT108               | 9 gennaio 2006    | Spacewatch                          |
| 662376 | 2006 AB109               | 29 marzo 2012     | Pan-STARRS                          |
| 662377 | 2006 AE109               | 7 dicembre 2013   | M. Schwartz, P. R. Holvorcem        |
| 662378 | 2006 AG109               | 27 luglio 2003    | J. Broughton                        |
| 662379 | 2006 AS109               | 5 gennaio 2006    | Spacewatch                          |
| 662380 | 2006 AG110               | 7 gennaio 2006    | Mount Lemmon Survey                 |
| 662381 | 2006 AA111               | 11 dicembre 2012  | Mount Lemmon Survey                 |
| 662382 | 2006 AB113               | 14 agosto 2015    | Pan-STARRS                          |
| 662383 | 2006 AF114               | 15 settembre 2009 | Mount Lemmon Survey                 |
| 662384 | 2006 AM114               | 20 marzo 2017     | Pan-STARRS                          |
| 662385 | 2006 BE14                | 4 gennaio 2006    | Mount Lemmon Survey                 |
| 662386 | 2006 BM20                | 22 gennaio 2006   | Mount Lemmon Survey                 |
| 662387 | 2006 BC37                | 19 settembre 2003 | Spacewatch                          |
| 662388 | 2006 BP48                | 25 gennaio 2006   | Spacewatch                          |
| 662389 | 2006 BU52                | 25 gennaio 2006   | Spacewatch                          |
| 662390 | 2006 BN55                | 27 gennaio 2006   | LINEAR                              |
| 662391 | 2006 BH66                | 23 gennaio 2006   | Spacewatch                          |
| 662392 | 2006 BY70                | 23 gennaio 2006   | Spacewatch                          |
| 662393 | 2006 BX71                | 23 gennaio 2006   | Spacewatch                          |
| 662394 | 2006 BU73                | 23 gennaio 2006   | Spacewatch                          |
| 662395 | 2006 BT97                | 27 gennaio 2006   | Mount Lemmon Survey                 |
| 662396 | 2006 BA106               | 30 luglio 1995    | Spacewatch                          |
| 662397 | 2006 BY108               | 25 gennaio 2006   | Spacewatch                          |
| 662398 | 2006 BV110               | 25 gennaio 2006   | Spacewatch                          |
| 662399 | 2006 BO122               | 26 gennaio 2006   | Spacewatch                          |
| 662400 | 2006 BV149               | 25 gennaio 2006   | CSS                                 |

## 662401–662500
| Nome   | Designazione provvisoria | Data di scoperta  | Scopritore                |
| ------ | ------------------------ | ----------------- | ------------------------- |
| 662401 | 2006 BP162               | 26 gennaio 2006   | Mount Lemmon Survey       |
| 662402 | 2006 BX165               | 26 gennaio 2006   | Mount Lemmon Survey       |
| 662403 | 2006 BN166               | 24 luglio 2003    | NEAT                      |
| 662404 | 2006 BZ171               | 6 gennaio 2006    | Spacewatch                |
| 662405 | 2006 BA173               | 25 dicembre 2005  | Mount Lemmon Survey       |
| 662406 | 2006 BM181               | 6 ottobre 2008    | Spacewatch                |
| 662407 | 2006 BN198               | 30 gennaio 2006   | L. H. Wasserman           |
| 662408 | 2006 BV200               | 12 aprile 2010    | Mount Lemmon Survey       |
| 662409 | 2006 BM205               | 6 febbraio 1997   | Spacewatch                |
| 662410 | 2006 BC209               | 26 gennaio 2006   | Spacewatch                |
| 662411 | 2006 BG224               | 30 gennaio 2006   | Spacewatch                |
| 662412 | 2006 BJ234               | 23 gennaio 2006   | Spacewatch                |
| 662413 | 2006 BM235               | 31 gennaio 2006   | Spacewatch                |
| 662414 | 2006 BG246               | 31 gennaio 2006   | Spacewatch                |
| 662415 | 2006 BU246               | 10 gennaio 2006   | Spacewatch                |
| 662416 | 2006 BN248               | 23 gennaio 2006   | Spacewatch                |
| 662417 | 2006 BG261               | 31 gennaio 2006   | Spacewatch                |
| 662418 | 2006 BG262               | 31 gennaio 2006   | Spacewatch                |
| 662419 | 2006 BZ279               | 23 gennaio 2006   | Spacewatch                |
| 662420 | 2006 BV281               | 23 gennaio 2006   | Mount Lemmon Survey       |
| 662421 | 2006 BA287               | 12 novembre 2010  | Mount Lemmon Survey       |
| 662422 | 2006 BP287               | 13 aprile 2013    | Pan-STARRS                |
| 662423 | 2006 BA288               | 2 gennaio 2012    | Spacewatch                |
| 662424 | 2006 BR288               | 31 gennaio 2006   | Spacewatch                |
| 662425 | 2006 BY290               | 30 gennaio 2006   | Spacewatch                |
| 662426 | 2006 BP291               | 25 settembre 2014 | CSS                       |
| 662427 | 2006 BZ292               | 12 settembre 2017 | Pan-STARRS                |
| 662428 | 2006 BQ295               | 3 maggio 2008     | Spacewatch                |
| 662429 | 2006 BS300               | 23 gennaio 2006   | Spacewatch                |
| 662430 | 2006 BE302               | 31 gennaio 2006   | Spacewatch                |
| 662431 | 2006 CU2                 | 25 gennaio 2006   | Spacewatch                |
| 662432 | 2006 CD6                 | 1 febbraio 2006   | Mount Lemmon Survey       |
| 662433 | 2006 CM12                | 1 febbraio 2006   | Spacewatch                |
| 662434 | 2006 CH15                | 7 gennaio 2006    | Spacewatch                |
| 662435 | 2006 CE17                | 1 febbraio 2006   | Mount Lemmon Survey       |
| 662436 | 2006 CL23                | 25 gennaio 2006   | Mount Lemmon Survey       |
| 662437 | 2006 CA33                | 2 febbraio 2006   | Spacewatch                |
| 662438 | 2006 CR33                | 8 gennaio 2006    | Mount Lemmon Survey       |
| 662439 | 2006 CZ52                | 4 febbraio 2006   | Spacewatch                |
| 662440 | 2006 CF57                | 26 gennaio 2006   | Spacewatch                |
| 662441 | 2006 CY64                | 2 febbraio 2006   | Osservatorio di Mauna Kea |
| 662442 | 2006 CO71                | 23 dicembre 2012  | Pan-STARRS                |
| 662443 | 2006 CK73                | 9 agosto 2012     | L. Elenin                 |
| 662444 | 2006 CF75                | 21 settembre 2008 | Spacewatch                |
| 662445 | 2006 CM78                | 4 ottobre 2013    | Mount Lemmon Survey       |
| 662446 | 2006 CG80                | 2 febbraio 2006   | Spacewatch                |
| 662447 | 2006 CN80                | 19 gennaio 2012   | Pan-STARRS                |
| 662448 | 2006 CG81                | 1 febbraio 2006   | Spacewatch                |
| 662449 | 2006 CF82                | 1 febbraio 2006   | Mount Lemmon Survey       |
| 662450 | 2006 CQ82                | 2 febbraio 2006   | Spacewatch                |
| 662451 | 2006 CA84                | 1 febbraio 2006   | Mount Lemmon Survey       |
| 662452 | 2006 CJ84                | 13 aprile 2002    | Spacewatch                |
| 662453 | 2006 CM84                | 24 marzo 2012     | Spacewatch                |
| 662454 | 2006 CG85                | 2 febbraio 2006   | Spacewatch                |
| 662455 | 2006 CT85                | 25 novembre 2009  | Mount Lemmon Survey       |
| 662456 | 2006 CS88                | 1 febbraio 2006   | Mount Lemmon Survey       |
| 662457 | 2006 CG89                | 1 febbraio 2006   | Spacewatch                |
| 662458 | 2006 CR90                | 2 febbraio 2006   | Spacewatch                |
| 662459 | 2006 DH3                 | 20 febbraio 2006  | Spacewatch                |
| 662460 | 2006 DR45                | 26 gennaio 2006   | Spacewatch                |
| 662461 | 2006 DX49                | 26 gennaio 2006   | LONEOS                    |
| 662462 | 2006 DR53                | 24 febbraio 2006  | Mount Lemmon Survey       |
| 662463 | 2006 DE57                | 24 febbraio 2006  | Spacewatch                |
| 662464 | 2006 DM76                | 24 febbraio 2006  | Spacewatch                |
| 662465 | 2006 DJ77                | 23 gennaio 2006   | Mount Lemmon Survey       |
| 662466 | 2006 DA85                | 24 febbraio 2006  | Spacewatch                |
| 662467 | 2006 DW104               | 23 agosto 2003    | NEAT                      |
| 662468 | 2006 DB113               | 27 febbraio 2006  | Spacewatch                |
| 662469 | 2006 DT116               | 27 febbraio 2006  | CSS                       |
| 662470 | 2006 DD126               | 2 febbraio 2006   | Mount Lemmon Survey       |
| 662471 | 2006 DJ126               | 25 febbraio 2006  | Spacewatch                |
| 662472 | 2006 DN134               | 25 febbraio 2006  | Spacewatch                |
| 662473 | 2006 DW147               | 25 febbraio 2006  | Spacewatch                |
| 662474 | 2006 DT148               | 25 febbraio 2006  | Spacewatch                |
| 662475 | 2006 DW151               | 24 agosto 2003    | NEAT                      |
| 662476 | 2006 DY156               | 27 febbraio 2006  | Mount Lemmon Survey       |
| 662477 | 2006 DM158               | 27 febbraio 2006  | Spacewatch                |
| 662478 | 2006 DU161               | 29 settembre 2003 | Spacewatch                |
| 662479 | 2006 DR163               | 27 febbraio 2006  | Mount Lemmon Survey       |
| 662480 | 2006 DK167               | 27 febbraio 2006  | Spacewatch                |
| 662481 | 2006 DU169               | 20 febbraio 2006  | Spacewatch                |
| 662482 | 2006 DN182               | 27 febbraio 2006  | Mount Lemmon Survey       |
| 662483 | 2006 DA220               | 23 settembre 2008 | Mount Lemmon Survey       |
| 662484 | 2006 DS220               | 20 agosto 2014    | Pan-STARRS                |
| 662485 | 2006 DW221               | 9 novembre 2009   | Mount Lemmon Survey       |
| 662486 | 2006 DT222               | 13 dicembre 2017  | Mount Lemmon Survey       |
| 662487 | 2006 DU222               | 30 luglio 2008    | Spacewatch                |
| 662488 | 2006 DN224               | 19 settembre 2011 | Mount Lemmon Survey       |
| 662489 | 2006 EL6                 | 30 gennaio 2006   | Spacewatch                |
| 662490 | 2006 EO6                 | 31 gennaio 2006   | Spacewatch                |
| 662491 | 2006 ED12                | 2 marzo 2006      | Spacewatch                |
| 662492 | 2006 EQ13                | 2 marzo 2006      | Spacewatch                |
| 662493 | 2006 EQ15                | 2 marzo 2006      | Spacewatch                |
| 662494 | 2006 EH20                | 30 gennaio 2006   | Spacewatch                |
| 662495 | 2006 EX24                | 29 ottobre 1998   | Spacewatch                |
| 662496 | 2006 EM26                | 9 gennaio 2006    | Spacewatch                |
| 662497 | 2006 EP28                | 26 gennaio 2006   | Mount Lemmon Survey       |
| 662498 | 2006 EJ30                | 21 novembre 2004  | CINEOS                    |
| 662499 | 2006 EP31                | 3 marzo 2006      | Spacewatch                |
| 662500 | 2006 EU42                | 4 marzo 2006      | Spacewatch                |

## 662501–662600
| Nome   | Designazione provvisoria | Data di scoperta  | Scopritore                |
| ------ | ------------------------ | ----------------- | ------------------------- |
| 662501 | 2006 ES49                | 30 settembre 2003 | Spacewatch                |
| 662502 | 2006 EL50                | 4 marzo 2006      | Spacewatch                |
| 662503 | 2006 EW50                | 4 marzo 2006      | Spacewatch                |
| 662504 | 2006 EB54                | 4 marzo 2006      | Spacewatch                |
| 662505 | 2006 EO55                | 5 marzo 2006      | Spacewatch                |
| 662506 | 2006 EA61                | 30 settembre 2003 | Spacewatch                |
| 662507 | 2006 EL69                | 3 marzo 2006      | Spacewatch                |
| 662508 | 2006 EJ70                | 21 settembre 2003 | Spacewatch                |
| 662509 | 2006 EW74                | 7 febbraio 2006   | Mount Lemmon Survey       |
| 662510 | 2006 EX76                | 30 luglio 2008    | Spacewatch                |
| 662511 | 2006 EB77                | 1 gennaio 2014    | Mount Lemmon Survey       |
| 662512 | 2006 EJ77                | 27 novembre 2013  | Pan-STARRS                |
| 662513 | 2006 EM77                | 1 gennaio 2014    | Pan-STARRS                |
| 662514 | 2006 EP77                | 2 gennaio 2009    | Spacewatch                |
| 662515 | 2006 EU78                | 30 luglio 2008    | Spacewatch                |
| 662516 | 2006 EV78                | 24 agosto 2007    | Spacewatch                |
| 662517 | 2006 EE79                | 5 marzo 2006      | Spacewatch                |
| 662518 | 2006 EU79                | 4 marzo 2006      | Mount Lemmon Survey       |
| 662519 | 2006 EH80                | 21 agosto 2008    | Spacewatch                |
| 662520 | 2006 EA81                | 13 novembre 2015  | Mount Lemmon Survey       |
| 662521 | 2006 EJ81                | 5 settembre 2008  | Spacewatch                |
| 662522 | 2006 FW6                 | 23 marzo 2006     | Mount Lemmon Survey       |
| 662523 | 2006 FP23                | 24 marzo 2006     | Spacewatch                |
| 662524 | 2006 FW26                | 24 marzo 2006     | Mount Lemmon Survey       |
| 662525 | 2006 FE29                | 24 marzo 2006     | Mount Lemmon Survey       |
| 662526 | 2006 FR33                | 25 marzo 2006     | Mount Lemmon Survey       |
| 662527 | 2006 FX55                | 24 febbraio 2006  | Spacewatch                |
| 662528 | 2006 FB57                | 8 novembre 2013   | Mount Lemmon Survey       |
| 662529 | 2006 FW58                | 19 marzo 2017     | Pan-STARRS                |
| 662530 | 2006 GR1                 | 4 marzo 2006      | CSS                       |
| 662531 | 2006 GD10                | 17 settembre 2003 | NEAT                      |
| 662532 | 2006 GF16                | 2 aprile 2006     | Spacewatch                |
| 662533 | 2006 GB17                | 15 ottobre 2004   | Mount Lemmon Survey       |
| 662534 | 2006 GM17                | 2 aprile 2006     | Spacewatch                |
| 662535 | 2006 GJ34                | 7 aprile 2006     | Spacewatch                |
| 662536 | 2006 GN56                | 17 settembre 2010 | Mount Lemmon Survey       |
| 662537 | 2006 HR8                 | 7 aprile 2006     | Mount Lemmon Survey       |
| 662538 | 2006 HQ9                 | 19 aprile 2006    | Spacewatch                |
| 662539 | 2006 HB14                | 9 aprile 2006     | Spacewatch                |
| 662540 | 2006 HK14                | 25 marzo 2006     | Spacewatch                |
| 662541 | 2006 HT49                | 25 aprile 2006    | Spacewatch                |
| 662542 | 2006 HC61                | 29 aprile 2006    | SSS                       |
| 662543 | 2006 HW68                | 6 marzo 2011      | Mount Lemmon Survey       |
| 662544 | 2006 HE71                | 25 aprile 2006    | Spacewatch                |
| 662545 | 2006 HO84                | 26 aprile 2006    | Spacewatch                |
| 662546 | 2006 HZ101               | 30 aprile 2006    | Spacewatch                |
| 662547 | 2006 HJ105               | 25 aprile 2006    | CSS                       |
| 662548 | 2006 HC109               | 30 aprile 2006    | Spacewatch                |
| 662549 | 2006 HR112               | 25 aprile 2006    | Mount Lemmon Survey       |
| 662550 | 2006 HR113               | 25 aprile 2006    | Spacewatch                |
| 662551 | 2006 HS113               | 21 aprile 2006    | Spacewatch                |
| 662552 | 2006 HE118               | 29 aprile 2006    | Spacewatch                |
| 662553 | 2006 HF119               | 30 aprile 2006    | Spacewatch                |
| 662554 | 2006 HL124               | 26 aprile 2006    | Mount Lemmon Survey       |
| 662555 | 2006 HQ128               | 2 febbraio 2006   | Spacewatch                |
| 662556 | 2006 HY128               | 26 aprile 2006    | Cerro Tololo Obs.         |
| 662557 | 2006 HE129               | 26 aprile 2006    | Cerro Tololo Obs.         |
| 662558 | 2006 HL129               | 26 aprile 2006    | Cerro Tololo Obs.         |
| 662559 | 2006 HR130               | 26 maggio 2003    | Spacewatch                |
| 662560 | 2006 HN144               | 27 aprile 2006    | Cerro Tololo Obs.         |
| 662561 | 2006 HS155               | 13 aprile 2011    | Spacewatch                |
| 662562 | 2006 HZ155               | 8 dicembre 2015   | Pan-STARRS                |
| 662563 | 2006 HL156               | 26 agosto 2012    | Pan-STARRS                |
| 662564 | 2006 JF                  | 1 maggio 2006     | LINEAR                    |
| 662565 | 2006 JR19                | 20 aprile 2006    | Spacewatch                |
| 662566 | 2006 JA26                | 2 maggio 2006     | J. W. Young               |
| 662567 | 2006 JP43                | 5 maggio 2006     | Spacewatch                |
| 662568 | 2006 JT62                | 2 marzo 2006      | Spacewatch                |
| 662569 | 2006 JW71                | 1 maggio 2006     | Osservatorio di Mauna Kea |
| 662570 | 2006 JR76                | 1 maggio 2006     | Mauna Kea Obs.            |
| 662571 | 2006 JC77                | 1 maggio 2006     | Mauna Kea Obs.            |
| 662572 | 2006 JY86                | 5 maggio 2006     | Spacewatch                |
| 662573 | 2006 JB87                | 8 novembre 2007   | Spacewatch                |
| 662574 | 2006 JD88                | 2 maggio 2006     | Mount Lemmon Survey       |
| 662575 | 2006 JF88                | 2 maggio 2006     | Mount Lemmon Survey       |
| 662576 | 2006 KH5                 | 19 maggio 2006    | Mount Lemmon Survey       |
| 662577 | 2006 KU14                | 20 maggio 2006    | Spacewatch                |
| 662578 | 2006 KQ29                | 20 maggio 2006    | Spacewatch                |
| 662579 | 2006 KZ31                | 20 maggio 2006    | Spacewatch                |
| 662580 | 2006 KK33                | 20 maggio 2006    | Spacewatch                |
| 662581 | 2006 KS34                | 6 maggio 2006     | Mount Lemmon Survey       |
| 662582 | 2006 KT34                | 6 maggio 2006     | Mount Lemmon Survey       |
| 662583 | 2006 KQ37                | 23 maggio 2006    | Spacewatch                |
| 662584 | 2006 KR43                | 9 maggio 2006     | Mount Lemmon Survey       |
| 662585 | 2006 KZ44                | 21 maggio 2006    | Spacewatch                |
| 662586 | 2006 KB53                | 21 maggio 2006    | Spacewatch                |
| 662587 | 2006 KC59                | 22 maggio 2006    | Spacewatch                |
| 662588 | 2006 KO61                | 22 maggio 2006    | Spacewatch                |
| 662589 | 2006 KS70                | 9 febbraio 2005   | Mount Lemmon Survey       |
| 662590 | 2006 KX78                | 24 maggio 2006    | Mount Lemmon Survey       |
| 662591 | 2006 KB91                | 24 maggio 2006    | Mount Lemmon Survey       |
| 662592 | 2006 KL98                | 26 maggio 2006    | Spacewatch                |
| 662593 | 2006 KJ101               | 25 maggio 2006    | Spacewatch                |
| 662594 | 2006 KR102               | 28 maggio 2006    | Spacewatch                |
| 662595 | 2006 KL116               | 29 maggio 2006    | Spacewatch                |
| 662596 | 2006 KD118               | 1 maggio 2006     | CSS                       |
| 662597 | 2006 KJ126               | 9 marzo 2005      | Mount Lemmon Survey       |
| 662598 | 2006 KV126               | 25 maggio 2006    | Osservatorio di Mauna Kea |
| 662599 | 2006 KO129               | 25 maggio 2006    | Mauna Kea Obs.            |
| 662600 | 2006 KZ140               | 20 maggio 2006    | Mount Lemmon Survey       |

## 662601–662700
| Nome   | Designazione provvisoria | Data di scoperta  | Scopritore                      |
| ------ | ------------------------ | ----------------- | ------------------------------- |
| 662601 | 2006 KS142               | 23 maggio 2006    | Mount Lemmon Survey             |
| 662602 | 2006 KO144               | 23 ottobre 2003   | L. H. Wasserman, D. E. Trilling |
| 662603 | 2006 KA146               | 21 maggio 2006    | Mount Lemmon Survey             |
| 662604 | 2006 KU146               | 22 dicembre 2008  | Spacewatch                      |
| 662605 | 2006 KT148               | 24 maggio 2006    | Spacewatch                      |
| 662606 | 2006 KM151               | 27 dicembre 2013  | Mount Lemmon Survey             |
| 662607 | 2006 LG8                 | 3 novembre 2008   | Mount Lemmon Survey             |
| 662608 | 2006 LP9                 | 18 febbraio 2015  | Pan-STARRS                      |
| 662609 | 2006 MK15                | 19 giugno 2006    | Mount Lemmon Survey             |
| 662610 | 2006 MR15                | 17 giugno 2006    | Spacewatch                      |
| 662611 | 2006 OP8                 | 21 luglio 2006    | Mount Lemmon Survey             |
| 662612 | 2006 OR14                | 26 luglio 2006    | R. Ferrando, M. Ferrando        |
| 662613 | 2006 OK17                | 25 luglio 2006    | R. Holmes                       |
| 662614 | 2006 OA24                | 1 novembre 2007   | Mount Lemmon Survey             |
| 662615 | 2006 OJ40                | 8 giugno 2016     | Mount Lemmon Survey             |
| 662616 | 2006 PX14                | 17 agosto 2006    | NEAT                            |
| 662617 | 2006 PP17                | 15 agosto 2006    | LUSS                            |
| 662618 | 2006 PR24                | 12 agosto 2006    | NEAT                            |
| 662619 | 2006 PW27                | 14 agosto 2006    | SSS                             |
| 662620 | 2006 PJ34                | 15 agosto 2006    | NEAT                            |
| 662621 | 2006 PW35                | 12 agosto 2006    | NEAT                            |
| 662622 | 2006 QV                  | 7 agosto 2006     | R. Ferrando, M. Ferrando        |
| 662623 | 2006 QW4                 | 19 agosto 2006    | R. Ferrando, M. Ferrando        |
| 662624 | 2006 QX8                 | 19 agosto 2006    | Spacewatch                      |
| 662625 | 2006 QY10                | 21 agosto 2006    | R. Ferrando, M. Ferrando        |
| 662626 | 2006 QN11                | 16 agosto 2006    | SSS                             |
| 662627 | 2006 QZ15                | 17 agosto 2006    | NEAT                            |
| 662628 | 2006 QD16                | 17 agosto 2006    | NEAT                            |
| 662629 | 2006 QY19                | 18 agosto 2006    | LINEAR                          |
| 662630 | 2006 QM24                | 31 ottobre 2002   | SDSS Collaboration              |
| 662631 | 2006 QL34                | 19 agosto 2006    | Spacewatch                      |
| 662632 | 2006 QS36                | 16 agosto 2006    | SSS                             |
| 662633 | 2006 QX41                | 17 agosto 2006    | NEAT                            |
| 662634 | 2006 QP47                | 20 agosto 2006    | NEAT                            |
| 662635 | 2006 QB54                | 16 agosto 2006    | SSS                             |
| 662636 | 2006 QP61                | 22 agosto 2006    | NEAT                            |
| 662637 | 2006 QU62                | 23 agosto 2006    | NEAT                            |
| 662638 | 2006 QZ66                | 21 agosto 2006    | Spacewatch                      |
| 662639 | 2006 QH69                | 21 agosto 2006    | Spacewatch                      |
| 662640 | 2006 QR75                | 21 agosto 2006    | Spacewatch                      |
| 662641 | 2006 QS77                | 22 agosto 2006    | NEAT                            |
| 662642 | 2006 QY77                | 22 agosto 2006    | NEAT                            |
| 662643 | 2006 QA79                | 23 agosto 2006    | NEAT                            |
| 662644 | 2006 QN86                | 19 agosto 2006    | Spacewatch                      |
| 662645 | 2006 QU94                | 19 agosto 2006    | Spacewatch                      |
| 662646 | 2006 QJ95                | 20 agosto 2006    | NEAT                            |
| 662647 | 2006 QM96                | 20 agosto 2006    | NEAT                            |
| 662648 | 2006 QA99                | 22 agosto 2006    | NEAT                            |
| 662649 | 2006 QB106               | 28 agosto 2006    | CSS                             |
| 662650 | 2006 QD122               | 21 agosto 2006    | Spacewatch                      |
| 662651 | 2006 QO125               | 25 agosto 2006    | LINEAR                          |
| 662652 | 2006 QK129               | 17 agosto 2006    | NEAT                            |
| 662653 | 2006 QY130               | 20 agosto 2006    | NEAT                            |
| 662654 | 2006 QS131               | 22 agosto 2006    | NEAT                            |
| 662655 | 2006 QT136               | 19 agosto 2006    | LONEOS                          |
| 662656 | 2006 QK141               | 19 agosto 2006    | NEAT                            |
| 662657 | 2006 QD149               | 18 agosto 2006    | Spacewatch                      |
| 662658 | 2006 QD156               | 19 agosto 2006    | Spacewatch                      |
| 662659 | 2006 QA159               | 2 aprile 2005     | Mount Lemmon Survey             |
| 662660 | 2006 QP188               | 29 agosto 2006    | CSS                             |
| 662661 | 2006 QU188               | 14 novembre 2010  | CSS                             |
| 662662 | 2006 QQ189               | 28 dicembre 2007  | Spacewatch                      |
| 662663 | 2006 QZ189               | 23 agosto 2011    | L. Elenin                       |
| 662664 | 2006 QJ191               | 19 agosto 2006    | Spacewatch                      |
| 662665 | 2006 QR191               | 28 agosto 2006    | Spacewatch                      |
| 662666 | 2006 QA193               | 29 agosto 2006    | Spacewatch                      |
| 662667 | 2006 QZ194               | 17 agosto 2006    | NEAT                            |
| 662668 | 2006 QM196               | 28 agosto 2016    | Mount Lemmon Survey             |
| 662669 | 2006 QO196               | 22 marzo 2009     | Mount Lemmon Survey             |
| 662670 | 2006 QH200               | 21 settembre 2011 | Pan-STARRS                      |
| 662671 | 2006 QN200               | 6 novembre 2016   | Mount Lemmon Survey             |
| 662672 | 2006 QK202               | 29 agosto 2006    | Spacewatch                      |
| 662673 | 2006 QV203               | 28 agosto 2006    | Spacewatch                      |
| 662674 | 2006 QC206               | 17 agosto 2006    | NEAT                            |
| 662675 | 2006 RP2                 | 16 maggio 2013    | Pan-STARRS                      |
| 662676 | 2006 RK11                | 29 agosto 2006    | CSS                             |
| 662677 | 2006 RM11                | 17 agosto 2006    | NEAT                            |
| 662678 | 2006 RO14                | 14 settembre 2006 | Spacewatch                      |
| 662679 | 2006 RB15                | 14 settembre 2006 | Spacewatch                      |
| 662680 | 2006 RA16                | 14 settembre 2006 | NEAT                            |
| 662681 | 2006 RW17                | 29 agosto 2006    | LONEOS                          |
| 662682 | 2006 RJ25                | 14 settembre 2006 | Spacewatch                      |
| 662683 | 2006 RR26                | 14 settembre 2006 | Spacewatch                      |
| 662684 | 2006 RU31                | 15 settembre 2006 | Spacewatch                      |
| 662685 | 2006 RG37                | 12 settembre 2006 | CSS                             |
| 662686 | 2006 RY40                | 14 settembre 2006 | Spacewatch                      |
| 662687 | 2006 RP43                | 14 settembre 2006 | Spacewatch                      |
| 662688 | 2006 RO48                | 14 settembre 2006 | Spacewatch                      |
| 662689 | 2006 RY51                | 14 settembre 2006 | Spacewatch                      |
| 662690 | 2006 RB68                | 15 settembre 2006 | Spacewatch                      |
| 662691 | 2006 RC69                | 15 settembre 2006 | Spacewatch                      |
| 662692 | 2006 RQ73                | 15 settembre 2006 | Spacewatch                      |
| 662693 | 2006 RW87                | 15 settembre 2006 | Spacewatch                      |
| 662694 | 2006 RP88                | 15 settembre 2006 | Spacewatch                      |
| 662695 | 2006 RV103               | 15 settembre 2006 | Spacewatch                      |
| 662696 | 2006 RN106               | 26 settembre 2006 | Spacewatch                      |
| 662697 | 2006 RV108               | 19 ottobre 2006   | Mount Lemmon Survey             |
| 662698 | 2006 RR109               | 14 settembre 2006 | J. Masiero, R. Jedicke          |
| 662699 | 2006 RN110               | 15 settembre 2006 | Spacewatch                      |
| 662700 | 2006 RR111               | 25 settembre 2006 | Mount Lemmon Survey             |

## 662701–662800
| Nome   | Designazione provvisoria | Data di scoperta  | Scopritore             |
| ------ | ------------------------ | ----------------- | ---------------------- |
| 662701 | 2006 RO116               | 25 settembre 2006 | Mount Lemmon Survey    |
| 662702 | 2006 RP117               | 14 settembre 2006 | J. Masiero, R. Jedicke |
| 662703 | 2006 RQ119               | 25 settembre 2006 | Spacewatch             |
| 662704 | 2006 RG123               | 15 settembre 2006 | Spacewatch             |
| 662705 | 2006 RX124               | 15 settembre 2006 | Spacewatch             |
| 662706 | 2006 SA                  | 27 agosto 2006    | LONEOS                 |
| 662707 | 2006 SA4                 | 16 settembre 2006 | CSS                    |
| 662708 | 2006 SS13                | 17 settembre 2006 | LINEAR                 |
| 662709 | 2006 SC16                | 17 settembre 2006 | CSS                    |
| 662710 | 2006 SY18                | 17 settembre 2006 | Spacewatch             |
| 662711 | 2006 SD22                | 17 settembre 2006 | CSS                    |
| 662712 | 2006 SE26                | 16 settembre 2006 | CSS                    |
| 662713 | 2006 SE35                | 17 settembre 2006 | Spacewatch             |
| 662714 | 2006 SA37                | 17 giugno 2002    | NEAT                   |
| 662715 | 2006 SZ53                | 10 agosto 2006    | NEAT                   |
| 662716 | 2006 SQ55                | 18 settembre 2006 | CSS                    |
| 662717 | 2006 SG66                | 14 febbraio 2004  | Spacewatch             |
| 662718 | 2006 SF69                | 19 settembre 2006 | Spacewatch             |
| 662719 | 2006 SH73                | 19 settembre 2006 | Spacewatch             |
| 662720 | 2006 SX73                | 19 settembre 2006 | Spacewatch             |
| 662721 | 2006 SX79                | 18 settembre 2006 | CSS                    |
| 662722 | 2006 SR81                | 18 settembre 2006 | Spacewatch             |
| 662723 | 2006 SK91                | 18 settembre 2006 | Spacewatch             |
| 662724 | 2006 SZ94                | 18 settembre 2006 | Spacewatch             |
| 662725 | 2006 SB109               | 19 settembre 2006 | Spacewatch             |
| 662726 | 2006 SW112               | 13 marzo 2005     | CSS                    |
| 662727 | 2006 SS116               | 19 settembre 2006 | Spacewatch             |
| 662728 | 2006 SW116               | 24 settembre 2006 | Spacewatch             |
| 662729 | 2006 SM119               | 18 settembre 2006 | CSS                    |
| 662730 | 2006 SR123               | 19 settembre 2006 | CSS                    |
| 662731 | 2006 SB126               | 20 settembre 2006 | LONEOS                 |
| 662732 | 2006 SZ127               | 17 settembre 2006 | CSS                    |
| 662733 | 2006 SG129               | 18 settembre 2006 | LONEOS                 |
| 662734 | 2006 SZ130               | 24 settembre 2006 | Spacewatch             |
| 662735 | 2006 SB139               | 21 settembre 2006 | LONEOS                 |
| 662736 | 2006 SX139               | 22 settembre 2006 | CSS                    |
| 662737 | 2006 SR141               | 1 dicembre 2003   | Spacewatch             |
| 662738 | 2006 SU141               | 26 settembre 2006 | G. Hug                 |
| 662739 | 2006 SC147               | 19 settembre 2006 | Spacewatch             |
| 662740 | 2006 SA153               | 20 settembre 2006 | NEAT                   |
| 662741 | 2006 SJ164               | 29 agosto 2006    | Spacewatch             |
| 662742 | 2006 SF166               | 18 dicembre 2001  | SDSS Collaboration     |
| 662743 | 2006 SH166               | 25 settembre 2006 | Spacewatch             |
| 662744 | 2006 SR173               | 25 settembre 2006 | Mount Lemmon Survey    |
| 662745 | 2006 SW182               | 9 marzo 2005      | Mount Lemmon Survey    |
| 662746 | 2006 SU187               | 18 settembre 2006 | Spacewatch             |
| 662747 | 2006 SA191               | 26 settembre 2006 | Mount Lemmon Survey    |
| 662748 | 2006 SC191               | 26 settembre 2006 | Mount Lemmon Survey    |
| 662749 | 2006 SW201               | 24 settembre 2006 | Spacewatch             |
| 662750 | 2006 SF203               | 25 settembre 2006 | Mount Lemmon Survey    |
| 662751 | 2006 SY215               | 27 settembre 2006 | Spacewatch             |
| 662752 | 2006 SW233               | 26 settembre 2006 | Spacewatch             |
| 662753 | 2006 SL239               | 26 settembre 2006 | Spacewatch             |
| 662754 | 2006 SC251               | 26 settembre 2006 | Spacewatch             |
| 662755 | 2006 SD251               | 19 settembre 2006 | Spacewatch             |
| 662756 | 2006 SL254               | 26 settembre 2006 | Mount Lemmon Survey    |
| 662757 | 2006 SO258               | 26 settembre 2006 | Spacewatch             |
| 662758 | 2006 SR258               | 19 settembre 2006 | Spacewatch             |
| 662759 | 2006 SE262               | 26 settembre 2006 | Mount Lemmon Survey    |
| 662760 | 2006 SH268               | 26 settembre 2006 | Spacewatch             |
| 662761 | 2006 ST269               | 26 settembre 2006 | Mount Lemmon Survey    |
| 662762 | 2006 SV270               | 16 settembre 2006 | NEAT                   |
| 662763 | 2006 SQ286               | 21 settembre 2006 | LONEOS                 |
| 662764 | 2006 SH291               | 7 gennaio 2016    | Pan-STARRS             |
| 662765 | 2006 SO291               | 17 settembre 2006 | CSS                    |
| 662766 | 2006 SJ297               | 25 settembre 2006 | Spacewatch             |
| 662767 | 2006 SZ300               | 17 settembre 2006 | Spacewatch             |
| 662768 | 2006 SG303               | 4 ottobre 2002    | NEAT                   |
| 662769 | 2006 SZ307               | 17 settembre 2006 | Spacewatch             |
| 662770 | 2006 SE326               | 19 settembre 2006 | Spacewatch             |
| 662771 | 2006 SK329               | 14 settembre 2006 | Spacewatch             |
| 662772 | 2006 SY333               | 28 settembre 2006 | Spacewatch             |
| 662773 | 2006 SB340               | 28 settembre 2006 | Spacewatch             |
| 662774 | 2006 SK345               | 28 settembre 2006 | Spacewatch             |
| 662775 | 2006 SQ345               | 28 settembre 2006 | Spacewatch             |
| 662776 | 2006 SQ347               | 28 settembre 2006 | Spacewatch             |
| 662777 | 2006 SU358               | 30 settembre 2006 | CSS                    |
| 662778 | 2006 SY358               | 10 agosto 2001    | NEAT                   |
| 662779 | 2006 SJ363               | 30 settembre 2006 | Mount Lemmon Survey    |
| 662780 | 2006 SU370               | 6 settembre 2011  | Pan-STARRS             |
| 662781 | 2006 ST374               | 11 settembre 2006 | SDSS Collaboration     |
| 662782 | 2006 SO375               | 1 ottobre 2006    | Spacewatch             |
| 662783 | 2006 SV375               | 12 settembre 2006 | SDSS Collaboration     |
| 662784 | 2006 SS377               | 17 settembre 2006 | SDSS Collaboration     |
| 662785 | 2006 SQ385               | 22 settembre 2006 | SDSS Collaboration     |
| 662786 | 2006 SS386               | 27 settembre 2006 | SDSS Collaboration     |
| 662787 | 2006 SU386               | 27 settembre 2006 | SDSS Collaboration     |
| 662788 | 2006 SC387               | 26 settembre 2006 | Mount Lemmon Survey    |
| 662789 | 2006 SQ388               | 19 settembre 2006 | SDSS Collaboration     |
| 662790 | 2006 SV388               | 30 settembre 2006 | SDSS Collaboration     |
| 662791 | 2006 SG390               | 28 ottobre 2006   | CSS                    |
| 662792 | 2006 SF399               | 17 settembre 2006 | Spacewatch             |
| 662793 | 2006 SW401               | 17 settembre 2006 | Spacewatch             |
| 662794 | 2006 SW409               | 21 ottobre 2001   | Spacewatch             |
| 662795 | 2006 SJ410               | 23 marzo 2004     | Spacewatch             |
| 662796 | 2006 SJ412               | 27 settembre 2006 | Mount Lemmon Survey    |
| 662797 | 2006 SW415               | 18 settembre 2006 | LONEOS                 |
| 662798 | 2006 SX419               | 17 maggio 2009    | Spacewatch             |
| 662799 | 2006 SC423               | 25 settembre 2006 | Mount Lemmon Survey    |
| 662800 | 2006 SS424               | 18 settembre 2006 | LONEOS                 |

## 662801–662900
| Nome   | Designazione provvisoria | Data di scoperta  | Scopritore                |
| ------ | ------------------------ | ----------------- | ------------------------- |
| 662801 | 2006 SQ426               | 18 dicembre 2007  | Mount Lemmon Survey       |
| 662802 | 2006 SC427               | 17 settembre 2006 | Spacewatch                |
| 662803 | 2006 SQ428               | 19 settembre 2006 | Spacewatch                |
| 662804 | 2006 SU432               | 17 settembre 2006 | Spacewatch                |
| 662805 | 2006 SG433               | 18 settembre 2006 | Spacewatch                |
| 662806 | 2006 ST434               | 17 settembre 2006 | Spacewatch                |
| 662807 | 2006 SC435               | 30 luglio 2014    | Pan-STARRS                |
| 662808 | 2006 SD435               | 27 luglio 2009    | Spacewatch                |
| 662809 | 2006 SO435               | 7 ottobre 2012    | Pan-STARRS                |
| 662810 | 2006 SB436               | 15 settembre 2006 | Spacewatch                |
| 662811 | 2006 SQ436               | 28 settembre 2006 | Spacewatch                |
| 662812 | 2006 SJ442               | 25 settembre 2006 | CSS                       |
| 662813 | 2006 SQ442               | 18 settembre 2006 | Spacewatch                |
| 662814 | 2006 SR448               | 19 settembre 2006 | Spacewatch                |
| 662815 | 2006 SJ450               | 27 settembre 2006 | Spacewatch                |
| 662816 | 2006 SF458               | 6 ottobre 1996    | Spacewatch                |
| 662817 | 2006 TQ1                 | 1 ottobre 2006    | Spacewatch                |
| 662818 | 2006 TV2                 | 2 ottobre 2006    | Mount Lemmon Survey       |
| 662819 | 2006 TF3                 | 18 settembre 2006 | CSS                       |
| 662820 | 2006 TN3                 | 28 settembre 2006 | Spacewatch                |
| 662821 | 2006 TT3                 | 2 ottobre 2006    | Mount Lemmon Survey       |
| 662822 | 2006 TW11                | 14 ottobre 2006   | K. Sárneczky, Z. Kuli     |
| 662823 | 2006 TV15                | 1 ottobre 2006    | Spacewatch                |
| 662824 | 2006 TS23                | 11 ottobre 2006   | Spacewatch                |
| 662825 | 2006 TV23                | 30 settembre 2006 | Mount Lemmon Survey       |
| 662826 | 2006 TM32                | 26 settembre 2006 | Mount Lemmon Survey       |
| 662827 | 2006 TF37                | 30 settembre 2006 | Mount Lemmon Survey       |
| 662828 | 2006 TA45                | 12 ottobre 2006   | Spacewatch                |
| 662829 | 2006 TG47                | 12 ottobre 2006   | Spacewatch                |
| 662830 | 2006 TK59                | 4 ottobre 2006    | Mount Lemmon Survey       |
| 662831 | 2006 TR60                | 14 ottobre 2006   | W. Bickel                 |
| 662832 | 2006 TL64                | 11 ottobre 2006   | Spacewatch                |
| 662833 | 2006 TV65                | 12 ottobre 2006   | NEAT                      |
| 662834 | 2006 TP76                | 12 ottobre 2006   | NEAT                      |
| 662835 | 2006 TF80                | 13 ottobre 2006   | Spacewatch                |
| 662836 | 2006 TJ81                | 13 ottobre 2006   | Spacewatch                |
| 662837 | 2006 TR81                | 4 ottobre 2006    | Mount Lemmon Survey       |
| 662838 | 2006 TU81                | 27 settembre 2006 | Mount Lemmon Survey       |
| 662839 | 2006 TV81                | 13 ottobre 2006   | Spacewatch                |
| 662840 | 2006 TD98                | 1 ottobre 2006    | Spacewatch                |
| 662841 | 2006 TO100               | 2 ottobre 2006    | Mount Lemmon Survey       |
| 662842 | 2006 TA111               | 4 ottobre 2006    | Mount Lemmon Survey       |
| 662843 | 2006 TU113               | 11 ottobre 2006   | NEAT                      |
| 662844 | 2006 TL114               | 18 settembre 2006 | SDSS Collaboration        |
| 662845 | 2006 TP114               | 19 settembre 2006 | SDSS Collaboration        |
| 662846 | 2006 TJ116               | 11 settembre 2006 | SDSS Collaboration        |
| 662847 | 2006 TG118               | 29 settembre 2006 | SDSS Collaboration        |
| 662848 | 2006 TX125               | 13 ottobre 2006   | Spacewatch                |
| 662849 | 2006 TE130               | 28 settembre 2006 | CSS                       |
| 662850 | 2006 TX130               | 26 settembre 2006 | CSS                       |
| 662851 | 2006 TA131               | 2 ottobre 2006    | Mount Lemmon Survey       |
| 662852 | 2006 TF134               | 3 settembre 2000  | Spacewatch                |
| 662853 | 2006 TQ134               | 27 marzo 2014     | Pan-STARRS                |
| 662854 | 2006 TD135               | 2 ottobre 2006    | Mount Lemmon Survey       |
| 662855 | 2006 TN135               | 19 settembre 2006 | CSS                       |
| 662856 | 2006 TR135               | 2 ottobre 2006    | Mount Lemmon Survey       |
| 662857 | 2006 TJ136               | 1 ottobre 2006    | Spacewatch                |
| 662858 | 2006 TL136               | 21 maggio 2015    | Pan-STARRS                |
| 662859 | 2006 TV140               | 4 ottobre 2006    | Mount Lemmon Survey       |
| 662860 | 2006 TA142               | 17 settembre 2006 | CSS                       |
| 662861 | 2006 UM2                 | 26 aprile 2004    | Osservatorio di Mauna Kea |
| 662862 | 2006 UM30                | 25 settembre 2006 | Spacewatch                |
| 662863 | 2006 US31                | 26 settembre 2006 | Mount Lemmon Survey       |
| 662864 | 2006 UX32                | 16 ottobre 2006   | Spacewatch                |
| 662865 | 2006 US42                | 16 ottobre 2006   | Spacewatch                |
| 662866 | 2006 UX46                | 16 ottobre 2006   | Spacewatch                |
| 662867 | 2006 UB48                | 25 agosto 2006    | LUSS                      |
| 662868 | 2006 UH51                | 11 ottobre 2006   | Spacewatch                |
| 662869 | 2006 UX52                | 2 ottobre 2006    | Mount Lemmon Survey       |
| 662870 | 2006 UG63                | 11 ottobre 2006   | NEAT                      |
| 662871 | 2006 US64                | 17 ottobre 2006   | Mount Lemmon Survey       |
| 662872 | 2006 UM68                | 26 settembre 2006 | Mount Lemmon Survey       |
| 662873 | 2006 US77                | 27 settembre 2006 | Mount Lemmon Survey       |
| 662874 | 2006 UC82                | 17 ottobre 2006   | Spacewatch                |
| 662875 | 2006 UF82                | 3 ottobre 2006    | Mount Lemmon Survey       |
| 662876 | 2006 UR91                | 20 settembre 2006 | Spacewatch                |
| 662877 | 2006 UM98                | 3 ottobre 2006    | Mount Lemmon Survey       |
| 662878 | 2006 US99                | 30 settembre 2006 | Mount Lemmon Survey       |
| 662879 | 2006 UE102               | 18 ottobre 2006   | Spacewatch                |
| 662880 | 2006 UG104               | 7 maggio 2005     | Mount Lemmon Survey       |
| 662881 | 2006 UP104               | 18 ottobre 2006   | Spacewatch                |
| 662882 | 2006 UO109               | 27 settembre 2006 | CSS                       |
| 662883 | 2006 UN110               | 19 ottobre 2006   | Spacewatch                |
| 662884 | 2006 UJ114               | 19 ottobre 2006   | Spacewatch                |
| 662885 | 2006 UU115               | 2 ottobre 2006    | Spacewatch                |
| 662886 | 2006 UF124               | 2 ottobre 2006    | Spacewatch                |
| 662887 | 2006 UX124               | 12 agosto 2006    | NEAT                      |
| 662888 | 2006 UV141               | 19 ottobre 2006   | Spacewatch                |
| 662889 | 2006 UG153               | 21 ottobre 2006   | Spacewatch                |
| 662890 | 2006 UW155               | 21 ottobre 2006   | Mount Lemmon Survey       |
| 662891 | 2006 UX156               | 10 ottobre 2006   | NEAT                      |
| 662892 | 2006 UA158               | 21 ottobre 2006   | Mount Lemmon Survey       |
| 662893 | 2006 UD165               | 2 ottobre 2006    | Mount Lemmon Survey       |
| 662894 | 2006 UE169               | 21 ottobre 2006   | Mount Lemmon Survey       |
| 662895 | 2006 UX171               | 21 ottobre 2006   | Mount Lemmon Survey       |
| 662896 | 2006 UN183               | 26 settembre 2006 | CSS                       |
| 662897 | 2006 UG192               | 11 ottobre 2006   | NEAT                      |
| 662898 | 2006 UJ195               | 26 settembre 2006 | Mount Lemmon Survey       |
| 662899 | 2006 UH196               | 20 ottobre 2006   | Spacewatch                |
| 662900 | 2006 UA199               | 20 ottobre 2006   | Spacewatch                |

## 662901–663000
| Nome   | Designazione provvisoria | Data di scoperta  | Scopritore                |
| ------ | ------------------------ | ----------------- | ------------------------- |
| 662901 | 2006 UR203               | 17 settembre 2006 | CSS                       |
| 662902 | 2006 UQ206               | 26 settembre 2006 | Mount Lemmon Survey       |
| 662903 | 2006 UQ220               | 2 ottobre 2006    | Spacewatch                |
| 662904 | 2006 UD223               | 17 ottobre 2006   | CSS                       |
| 662905 | 2006 UM224               | 19 ottobre 2006   | Mount Lemmon Survey       |
| 662906 | 2006 UG227               | 26 settembre 2006 | Spacewatch                |
| 662907 | 2006 UJ228               | 23 ottobre 2006   | NEAT                      |
| 662908 | 2006 UK230               | 2 ottobre 2006    | Mount Lemmon Survey       |
| 662909 | 2006 UU231               | 11 ottobre 2006   | NEAT                      |
| 662910 | 2006 UE235               | 11 ottobre 2006   | Spacewatch                |
| 662911 | 2006 UO236               | 3 ottobre 2006    | Spacewatch                |
| 662912 | 2006 UT238               | 4 ottobre 2006    | Mount Lemmon Survey       |
| 662913 | 2006 UG243               | 21 novembre 1995  | Spacewatch                |
| 662914 | 2006 UU250               | 26 settembre 2006 | Mount Lemmon Survey       |
| 662915 | 2006 UX253               | 27 ottobre 2006   | Mount Lemmon Survey       |
| 662916 | 2006 UT256               | 18 settembre 2006 | Spacewatch                |
| 662917 | 2006 UE268               | 16 ottobre 2006   | Spacewatch                |
| 662918 | 2006 UX268               | 2 luglio 2005     | Spacewatch                |
| 662919 | 2006 UL273               | 27 ottobre 2006   | Spacewatch                |
| 662920 | 2006 UV277               | 28 ottobre 2006   | Spacewatch                |
| 662921 | 2006 UQ285               | 20 ottobre 2006   | Spacewatch                |
| 662922 | 2006 UT285               | 28 ottobre 2006   | Spacewatch                |
| 662923 | 2006 UW285               | 30 settembre 2006 | Mount Lemmon Survey       |
| 662924 | 2006 UW287               | 29 ottobre 2006   | Spacewatch                |
| 662925 | 2006 UJ290               | 31 ottobre 2006   | Spacewatch                |
| 662926 | 2006 UC294               | 19 ottobre 2006   | L. H. Wasserman           |
| 662927 | 2006 UQ296               | 25 settembre 2006 | Mount Lemmon Survey       |
| 662928 | 2006 UR317               | 23 novembre 2006  | Spacewatch                |
| 662929 | 2006 UU350               | 10 aprile 2005    | Mount Lemmon Survey       |
| 662930 | 2006 UD361               | 19 ottobre 2006   | CSS                       |
| 662931 | 2006 UD364               | 20 ottobre 2006   | Mount Lemmon Survey       |
| 662932 | 2006 UY364               | 22 ottobre 2006   | CSS                       |
| 662933 | 2006 UY365               | 16 ottobre 2006   | CSS                       |
| 662934 | 2006 UC367               | 24 settembre 2006 | Spacewatch                |
| 662935 | 2006 UK367               | 6 settembre 2016  | Mount Lemmon Survey       |
| 662936 | 2006 UO367               | 23 ottobre 2006   | Spacewatch                |
| 662937 | 2006 UB371               | 19 ottobre 2006   | Spacewatch                |
| 662938 | 2006 UC373               | 24 settembre 2006 | Spacewatch                |
| 662939 | 2006 UA374               | 21 ottobre 2006   | Mount Lemmon Survey       |
| 662940 | 2006 UL375               | 26 giugno 2015    | Pan-STARRS                |
| 662941 | 2006 UF376               | 10 gennaio 2014   | Mount Lemmon Survey       |
| 662942 | 2006 UL376               | 19 ottobre 2006   | Spacewatch                |
| 662943 | 2006 UU382               | 28 ottobre 2006   | Spacewatch                |
| 662944 | 2006 UZ382               | 29 ottobre 2006   | Mount Lemmon Survey       |
| 662945 | 2006 UQ386               | 21 ottobre 2006   | Mount Lemmon Survey       |
| 662946 | 2006 UC388               | 19 ottobre 2006   | Mount Lemmon Survey       |
| 662947 | 2006 UT390               | 22 ottobre 2006   | Spacewatch                |
| 662948 | 2006 VT11                | 21 ottobre 2006   | Spacewatch                |
| 662949 | 2006 VQ21                | 27 ottobre 2006   | Mount Lemmon Survey       |
| 662950 | 2006 VB32                | 30 settembre 2006 | Mount Lemmon Survey       |
| 662951 | 2006 VL32                | 28 settembre 2006 | Mount Lemmon Survey       |
| 662952 | 2006 VB36                | 11 novembre 2006  | Mount Lemmon Survey       |
| 662953 | 2006 VC36                | 15 luglio 2005    | Mount Lemmon Survey       |
| 662954 | 2006 VW36                | 19 ottobre 2006   | CSS                       |
| 662955 | 2006 VS39                | 31 ottobre 2006   | Mount Lemmon Survey       |
| 662956 | 2006 VY39                | 25 settembre 2006 | Mount Lemmon Survey       |
| 662957 | 2006 VJ51                | 10 novembre 2006  | Spacewatch                |
| 662958 | 2006 VK51                | 10 novembre 2006  | Spacewatch                |
| 662959 | 2006 VT57                | 22 ottobre 2006   | Mount Lemmon Survey       |
| 662960 | 2006 VM59                | 11 novembre 2006  | Spacewatch                |
| 662961 | 2006 VH61                | 11 novembre 2006  | Spacewatch                |
| 662962 | 2006 VF66                | 21 ottobre 2006   | Mount Lemmon Survey       |
| 662963 | 2006 VV70                | 5 luglio 2006     | Osservatorio di Mauna Kea |
| 662964 | 2006 VB73                | 11 novembre 2006  | CSS                       |
| 662965 | 2006 VD74                | 11 novembre 2006  | Spacewatch                |
| 662966 | 2006 VN74                | 11 novembre 2006  | Mount Lemmon Survey       |
| 662967 | 2006 VS74                | 11 novembre 2006  | Mount Lemmon Survey       |
| 662968 | 2006 VF79                | 3 ottobre 2006    | Mount Lemmon Survey       |
| 662969 | 2006 VH80                | 12 novembre 2006  | Mount Lemmon Survey       |
| 662970 | 2006 VL83                | 13 novembre 2006  | Spacewatch                |
| 662971 | 2006 VD86                | 25 settembre 2006 | Mount Lemmon Survey       |
| 662972 | 2006 VE87                | 14 novembre 2006  | CSS                       |
| 662973 | 2006 VU89                | 14 novembre 2006  | Spacewatch                |
| 662974 | 2006 VJ91                | 14 novembre 2006  | Mount Lemmon Survey       |
| 662975 | 2006 VX99                | 31 ottobre 2006   | Mount Lemmon Survey       |
| 662976 | 2006 VK100               | 19 ottobre 2006   | Mount Lemmon Survey       |
| 662977 | 2006 VJ105               | 17 ottobre 2006   | Mount Lemmon Survey       |
| 662978 | 2006 VU107               | 17 ottobre 2006   | Mount Lemmon Survey       |
| 662979 | 2006 VT115               | 14 novembre 2006  | Spacewatch                |
| 662980 | 2006 VU115               | 14 novembre 2006  | Spacewatch                |
| 662981 | 2006 VW119               | 14 novembre 2006  | Mount Lemmon Survey       |
| 662982 | 2006 VK125               | 20 ottobre 2006   | Mount Lemmon Survey       |
| 662983 | 2006 VF131               | 31 ottobre 2006   | Mount Lemmon Survey       |
| 662984 | 2006 VD132               | 15 novembre 2006  | Spacewatch                |
| 662985 | 2006 VG137               | 28 settembre 2006 | Mount Lemmon Survey       |
| 662986 | 2006 VN138               | 21 ottobre 2006   | Mount Lemmon Survey       |
| 662987 | 2006 VT147               | 15 novembre 2006  | Spacewatch                |
| 662988 | 2006 VE172               | 15 novembre 2006  | Mount Lemmon Survey       |
| 662989 | 2006 VK173               | 11 novembre 2006  | Mount Lemmon Survey       |
| 662990 | 2006 VK175               | 2 novembre 2006   | Mount Lemmon Survey       |
| 662991 | 2006 VM176               | 18 febbraio 2008  | Mount Lemmon Survey       |
| 662992 | 2006 VP176               | 15 novembre 2006  | Osservatorio Jarnac       |
| 662993 | 2006 VH179               | 16 settembre 2009 | Mount Lemmon Survey       |
| 662994 | 2006 VN182               | 14 novembre 2006  | Spacewatch                |
| 662995 | 2006 VC183               | 15 novembre 2006  | Mount Lemmon Survey       |
| 662996 | 2006 VB187               | 11 novembre 2006  | Spacewatch                |
| 662997 | 2006 VF187               | 15 novembre 2006  | Mount Lemmon Survey       |
| 662998 | 2006 WG1                 | 17 novembre 2006  | CSS                       |
| 662999 | 2006 WN2                 | 20 novembre 2006  | CSS                       |
| 663000 | 2006 WD6                 | 22 ottobre 2006   | Mount Lemmon Survey       |